# Spraggen (Sunne socken, Värmland, 663251-135995)
Spraggen är en sjö i Sunne kommun i Värmland och ingår i Göta älvs huvudavrinningsområde. Sjöns area är 0,011 kvadratkilometer och den befinner sig 154 meter över havet.